# 동강면 (나주시)
동강면(洞江面)은 대한민국 전라남도 나주시의 면이다.

## 개요
동강면은 삼면이 영산강에 둘러 쌓인 반도형 지형으로 기후는 온난하고 동강대교, 몽탄대교 개통으로 교통이 편리하다. 신도청 소재지와 20분 거리에 위치하고 있으며 국도 제23호선과 국가지원지방도 제49호선이 확포장될 경우, 서해안고속도로와 무안국제공항과의 연계성으로 인해 개발 잠재력이 많은 지역이 된다.

## 역사
- 조선시대 전라도 나주군 두동면(豆洞面)·곡강면(曲江面)
- 1895년 음력 윤5월 1일 나주부 나주군[2]
- 1896년 8월 4일 전라남도 나주군[3]
- 1914년 4월 1일 두동면·곡강면을 전라남도 나주군 동강면으로 통합하였다.[4] (11리)

| 조선총독부령 제111호 |                                                              |
| 구 행정구역          | 신 행정구역                                                  |
| 나주군 곡강면        | 나주군 동강면 운산리, 양지리, 곡천리, 인동리, 월송리, 대지리 |
| 나주군 두동면        | 나주군 동강면 진천리, 월양리, 대전리, 옥정리, 장동리         |
- 1995년 1월 1일 전라남도 나주시 동강면[5]

## 법정리
인동리, 월양리, 진천리, 대전리, 장동리, 옥정리, 곡천리, 대지리, 월송리, 양지리, 운산리

## 문화재
문화재로는 월양리 고분, 고인돌 7기, 나주정씨 발상지(양지리 시중동) 등이 있다.